# Campyloneurus elegans
Espèce
Campyloneurus elegans est une espèce d'insectes de l'ordre des Hyménoptères de la famille des Braconidae et de la sous-famille des Braconinae. Elle est trouvée au Cameroun.

## Liens  externes
- Ressource relative au vivant :   - Global Biodiversity Information Facility
- (fr + en) EOL : Campyloneurus elegans
- (en) Campyloneurus elegans sur le site gbif.org (consulté le 23 avril 2019)